# Gertrudis van Oostenrijk
Gertrudis van Oostenrijk (circa 1118 - Praag, 8 april 1150) was hertogin-gemaal van Bohemen.

## Levensloop
Ze was een dochter van hertog Leopold III van Oostenrijk en Agnes van Waiblingen. 
In 1140 werd ze uitgehuwelijkt aan hertog Wladislaus II van Bohemen. Via haar moeder was ze een halfzus van Room-koning Koenraad III van het Heilig Roomse Rijk en dat betekende dat Gertrudis een goede partij voor Wladislaus was. 
Toen in 1142 Praag belegerd werd door de Boheemse prins Koenraad II van Zjomo, verdedigde Gertrudis samen met haar schoonbroer Děpold succesvol het kasteel van Praag, terwijl Wladislaus steun ging zoeken bij keizer Koenraad III.
Samen met haar echtgenoot nam ze deel aan projecten om nieuwe religieuze ordes op te richten. Ook nodigden ze buitenlandse religieuze ordes uit om zich in Bohemen te komen vestigen. Gertrudis stierf in 1150.
Gertrudis en Wladislaus kregen vier kinderen:
- Frederik I (circa 1142 - 1189), van 1172 tot 1173 en van 1178 tot 1189 hertog van Bohemen.
- Svatopluk (overleden in 1169), huwde met Odola, dochter van koning Géza II van Hongarije.
- Agnes (overleden in 1228), werd abdis in een klooster
- Adalbert (1145 - 1200), aartsbisschop van Salzburg.

## Voorouders
| Voorouders van Gertrudis van Oostenrijk (1118–1150) | Voorouders van Gertrudis van Oostenrijk (1118–1150)                       | Voorouders van Gertrudis van Oostenrijk (1118–1150)                       | Voorouders van Gertrudis van Oostenrijk (1118–1150)                       | Voorouders van Gertrudis van Oostenrijk (1118–1150)                       | Voorouders van Gertrudis van Oostenrijk (1118–1150)                       | Voorouders van Gertrudis van Oostenrijk (1118–1150)                       | Voorouders van Gertrudis van Oostenrijk (1118–1150)                       | Voorouders van Gertrudis van Oostenrijk (1118–1150)                       |
| --------------------------------------------------- | ------------------------------------------------------------------------- | ------------------------------------------------------------------------- | ------------------------------------------------------------------------- | ------------------------------------------------------------------------- | ------------------------------------------------------------------------- | ------------------------------------------------------------------------- | ------------------------------------------------------------------------- | ------------------------------------------------------------------------- |
| Overgrootouders                                     | Ernst de Strijdbare (1027–1075) ∞ Adelheid van Eilenburg (1030-1071)      | Ernst de Strijdbare (1027–1075) ∞ Adelheid van Eilenburg (1030-1071)      | Rapoto IV van Passau (–) ∞ Mathilde (-)                                   | Rapoto IV van Passau (–) ∞ Mathilde (-)                                   | Keizer Hendrik III (1017–1056) ∞ 909 Agnes van Poitou (1024–1077)         | Keizer Hendrik III (1017–1056) ∞ 909 Agnes van Poitou (1024–1077)         | Otto van Savoye (1021–1059) ∞ Adelheid van Susa (1014/20-1091)            | Otto van Savoye (1021–1059) ∞ Adelheid van Susa (1014/20-1091)            |
| Grootouders                                         | Leopold II van Oostenrijk (1050–1095) ∞ Ida van Cham (1055–1101)          | Leopold II van Oostenrijk (1050–1095) ∞ Ida van Cham (1055–1101)          | Leopold II van Oostenrijk (1050–1095) ∞ Ida van Cham (1055–1101)          | Leopold II van Oostenrijk (1050–1095) ∞ Ida van Cham (1055–1101)          | Keizer Hendrik IV (1050–1106) ∞ 909 Bertha van Savoye (1051–1087)         | Keizer Hendrik IV (1050–1106) ∞ 909 Bertha van Savoye (1051–1087)         | Keizer Hendrik IV (1050–1106) ∞ 909 Bertha van Savoye (1051–1087)         | Keizer Hendrik IV (1050–1106) ∞ 909 Bertha van Savoye (1051–1087)         |
| Ouders                                              | Leopold III van Oostenrijk (1073–1136) ∞ Agnes van Waiblingen (1072–1143) | Leopold III van Oostenrijk (1073–1136) ∞ Agnes van Waiblingen (1072–1143) | Leopold III van Oostenrijk (1073–1136) ∞ Agnes van Waiblingen (1072–1143) | Leopold III van Oostenrijk (1073–1136) ∞ Agnes van Waiblingen (1072–1143) | Leopold III van Oostenrijk (1073–1136) ∞ Agnes van Waiblingen (1072–1143) | Leopold III van Oostenrijk (1073–1136) ∞ Agnes van Waiblingen (1072–1143) | Leopold III van Oostenrijk (1073–1136) ∞ Agnes van Waiblingen (1072–1143) | Leopold III van Oostenrijk (1073–1136) ∞ Agnes van Waiblingen (1072–1143) |